# Петр Павел
Петр Па́вел (чеськ. Petr Pavel; нар. 1 листопада 1961, Плана, Чехословаччина) — чеський політик та відставний генерал, Президент Чехії з 9 березня 2023 року. Голова Військового комітету НАТО з 2015 до 2018 року, до цього — командувач Генерального штабу армії Чеської Республіки з 2012 до 2015 року.
Переміг на президентських виборах у січні 2023 року, здобувши 58,32 % голосів у другому турі.

## Освіта та раннє життя
Народився в Плані неподалік від Маріанських Лазень. Його батько Йозеф Павел був професійним військовим, перебував у різних бригадах та на різних посадах у Чехословацькій народній армії, наприкінці 1980 років був полковником.
Закінчив початкову школу в Кладно. Після цього навчався у військовій гімназії імені Яна Жижки в Опаві з 1975 до 1979 року. З 1979 до 1983 року — у Військовому коледжі сухопутних військ у Вишкові за фахом «розвідка». З 1988 до 1991 року здобував післядипломну освіту у Військовій академії у Брно, напрям командно-штабної розвідки. 1992 року проходив двомісячний курс стратегічної розвідки у Вашингтоні, округ Колумбія, США. 1995 року пройшов бригадний командно-штабний курс у Штабному коледжі у Камберлі. 2005 року навчався в Королівському коледжі оборонних досліджень у Лондоні, а в 2005—2006 роках — у Королівському коледжі Лондона, де здобув ступінь магістра гуманітарних наук у галузі міжнародних відносин.

## Військова кар'єра
Військова кар'єра Павела в Чехословацькій армії почалася 1983 року, коли його було призначено командиром розвідувального парашутно-десантного взводу особливого призначення. За два роки його призначили командиром роти, якою він командував до 1988 року. У 1991 році Павел перейшов на службу в чеську військову розвідку, а в 1993—1994 роках був заступником військового і військово-повітряного аташе Чеської Республіки в Бельгії. У лютому 1982 подав заяву на вступ до Комуністичної партії Чехословаччини, членом якої став 13 лютого 1985 року і з якої вийшов у грудні 1989 року після Оксамитової революції. З 1985 до 1988 року — командир роти десантної розвідки спеціального призначення. З 1991 до 1993 року — офіцер військової розвідки.
У січні 1993 року у складі миротворчої місії UNPROFOR його підрозділ допоміг урятувати 53 французьких солдатів, заблокованих між сербами і хорватами. За цю операцію отримав Хрест за військову доблесть від міністра оборони Франції Франсуа Леотара. Крім того, Павлу було вручено державну нагороду Чехії — медаль «За героїзм».
1996 року Павел став військовим помічником директора Військової розвідки Чехії і через рік був призначений командиром бригади спецназу в Простейові. З 1996 до 1997 року — військовий заступник директора військової розвідки Чехії. Командир бригади спеціального призначення з 1997 до 1999 року. У 1999—2002 роках обіймав посаду військового помічника директора з керівництва операціями у союзницькому регіональному командуванні «Північ» у Брюнсюмі, Нідерланди. У грудні 2002 року отримав звання бригадного генерала і посаду командувача спеціальними військами Армії Чеської Республіки.
Із січня до квітня 2003 року — національний представник у Центральному командуванні Збройних сил США у Тампі, США та в Катарі.
З 2003 до 2005 року — заступник командувача об'єднаних сил. З 2005 до 2007 року — заступник начальника відділу міністерства оборони — начальник оперативного департаменту. У 2007—2009 рр. — заступник військового представника Чехії у ЄС, Брюссель, Бельгія. У 2010—2011 рр. — військовий представник Чехії у Штабі Верховного головнокомандувача ОЗС НАТО в Європі у Монсі, Бельгія.
З липня 2011 до червня 2012 був заступником начальника Генерального штабу Чехії Властимила Чипека, якого змінив на посаді 1 липня 2012 року. Призначений на цю посаду президентом Чехії Вацлавом Клаусом 29 червня 2012 року. 3 липня посол Франції в Чехії П'єр Леві вручив Павлу офіцерський хрест Ордена Почесного легіону.
21 липня 2014 року уряд Богуслава Соботки висунув його кандидатуру на посаду голови військового комітету НАТО. У вересні цього ж року обраний головою на засіданні комітету у Вільнюсі, отримавши 20 голосів і випередивши кандидатів з Італії та Греції. Він став першим представником східноєвропейської держави на цій посаді. Обійняв її 26 червня 2015 року, замінивши данського генерала Кнуда Бартельса. Його термін завершився 29 червня 2018 року, на цій посаді його змінив маршал Королівських повітряних сил Стюарт Піч. На думку чеського посла при НАТО Їржі Шедіви, генерал Павел переміг завдяки особистим якостям, здатності досягати домовленості та приходити до розумного рішення. Крім того, за твердженням Шедіви, на користь Павела відіграла підтримка США.

## Політичні погляди
Під час президентської кампанії Павел називав себе представником правого політичного спектру із сильним соціальним акцентом. Він заявив, що голосував за правоцентристський альянс. Павел обговорив політичну підтримку з боку альянсу на ранніх етапах президентської заявки, зрештою заявивши, що не хоче бути його кандидатом, але вітатиме його схвалення. Правоцентристський владний альянс підтримав його у жовтні 2022 року разом із двома іншими кандидатами.
На запитання, чи став би він воювати проти Заходу в разі війни до листопада 1989 року, Павел відповів, що «солдат захищає свою країну та людей, які в ній живуть. (…) кожен солдат бореться за людей, які йому подобаються, і за яких варто пожертвувати своїм життям».
Він сказав, що Захід мав діяти більш рішуче у відповідь на російське вторгнення в Україну. Він стверджував, що після анексії Криму та початку війни на Донбасі, Захід мав установити захищені коридори для цивільних осіб, нав'язані ОБСЄ. Щойно почалося повномасштабне вторгнення, він висловив думку, що російська армія зможе втримати окуповане, а Україна не матиме достатніх ресурсів, щоб витіснити російських військових, включаючи Крим, навіть за допомогою західних країн.
Саме своє ставлення до Росії та росіян загалом він висловив напередодні президентських виборів у інтерв'ю виданню Politico: «Жодної демократичної революції в Росії в найближчому майбутньому не буде. Не лише через міцність режиму, а й через ментальність багатьох росіян. У Росії немає простору для виникнення справжнього опозиційного руху. Навіть Олексій Навальний насправді — не справжній опозиційний лідер. Він безперечно не ліберальний демократ, він просто іншого типу російський націоналіст. Хоча, звичайно, як партнер на переговорах він був би кращим, ніж нинішнє керівництво».
«Неприйняття мобілізації — це не повстання проти режиму і не допомога Україні. Ці росіяни все одно вважають, що Україну потрібно покарати, просто не хочуть, щоб до цього залучали широку громадськість, — заявив Павел про росіян, котрі біжать від мобілізації. — Ці молоді люди, що тікають із країни, турбуються за своє життя, а це не означає, що вони — проти війни. Я впевнений, що багато хто з них, як і раніше, підтримують націоналістичну політику Путіна».
Павел стверджує, що багаті люди повинні сплачувати вищі податки, і підтримує сильніший перерозподіл багатства. Він назвав скандинавські країни джерелом натхнення. Павел сказав, що вважає певний рівень державного дефіциту здоровим, але він має знизитися до 2022 року.
Павел підтримує одностатеві шлюби та права всиновлення для ЛГБТ-спільноти та підтвердив, що не накладе вето на закон, що дозволяє одностатеві шлюби.
Павел також критикував «політкоректність», стверджуючи, що вона створює середовище, в якому відповідальним особам говорять лише те, що вони хочуть почути. Він сказав, що за час свого перебування на посаді голови Військового комітету НАТО бачив багатьох начальників Генштабів, які через політкоректність не могли назвати проблеми своїми іменами.

### Позиція щодо окупованих територій
Президент Чехії Петр Павел закликав світові держави, зокрема США, Китай та Європейський Союз, об'єднатися для того, щоб «підштовхнути Україну та Росію до мирних переговорів», він припустив, що навіть після переговорів РФ може залишити під контролем частину українських територій, які, «з погляду демократичних країн, будуть вважатися тимчасово окупованими».
У вересні 2023 року вкотре закликав Україну «бути реалістами щодо цілей» змиритися з можливістю «тимчасової окупації» українських територій як результату війни.
Раніше він уже висловлював сумніви, що Україна зможе повернути окуповані території у «найближчому майбутньому» і закликав «бути реалістами».

## Президент Чехії

### Кандидат
Пішов у відставку з армії в листопаді 2018 року. 2019 року лідери Громадянської демократичної партії, KDU-ČSL, ТОП 09, Mayors and Independents та Чеської піратської партії зустрілися для обговорення потенційних кандидатів на президентських виборах, і Павел був одним із кандидатів.
6 квітня 2020 року заснував ініціативу «Разом сильніші» (чеськ. Spolu silnější) з метою допомогти людям, пов'язаним із боротьбою з пандемією COVID-19, зокрема зібрати фінансову допомогу волонтерам, які допомагають у лікарнях або створюють медичні інструменти. Деякі політичні оглядачі, такі як Петр Холец та Ондржей Лейнерт, пов'язали цю ініціативу з потенційною кандидатурою Павела на пост президента, зазначивши подібність із гаслом Гілларі Клінтон під час президентських виборів у США у 2016 році.
29 червня 2022 року Павел оголосив про свій намір балотуватися на наступних президентських виборах, щоби Чехії не було соромно за свого президента. Павел почав свою кампанію 6 вересня 2022 року, заявивши, що хоче «повернути лад і мир до Чеської Республіки». 4 жовтня 2022 року він став одним із трьох кандидатів, яких підтримав виборчий альянс «Разом» (чеськ. SPOLU; до нього входять Громадянська демократична партія, KDU-ČSL, ТОП 09). У першому турі президентських виборів 13–14 січня 2023 року набрав 35,39 % голосів, випередивши Андрея Бабіша з 35 %.
У другому турі виборів, що відбувся 27-28 січня, переміг проросійського мільярдера Андрея Бабіша, здобувши 58,33 % проти 41,67 % у Бабіша.

### Президент Чеської Республіки (з 2023)
Однією з перших заяв після обрання Петера став намір з президентом Словаччини Зузаною Чапутовою відвідати Україну.
18 лютого 2023 року Петер Павел після резонансної заяви про можливі поступки України сказав, що все ж вважає реальною перемогу України у війні. Відповідаючи на запитання щодо прогнозів результатів війни, заявив про потребу «бути готовими до будь-якого результату», однак наголосив на високому шансі перемоги України. Чеський політик назвав три умови перемоги України, які він бачить: «Перша умова — це те, що всі держави підтримують той самий рівень постачання озброєння. Друга умова — достатня фінансова підтримка України, яка дозволить компенсувати втрати економіки, і третя умова — те, що ЄС зможе утримати чинний рівень санкції, щоби запобігати відновлення доходів Росії. Все це може призвести до того, що Росія не буде здатна підтримувати чинний рівень бойових дій», — пояснив він свою позицію.
9 березня 2023 році склав присягу як президент Чехії.
29 березня 2023 році президент Павел заявив, що союзники мають зробити все, щоб допомогти Україна перемогла окупантів в 2023 році, бо наступного 2024 року перемогти окупантів буде складніше, оскільки підтримка України природно зів'яне.
28 квітня 2023 року Павел, разом з президенткою Словаччини Зузаною Чапутовою прибув з робочим візитом в Україну. В ході переговорів з президентом України, Павел повідомив, що Україна та Чехія спільно вироблятимуть зброю, навчальні літаки та ремонтуватимуть танки.
29 квітня президент Павел з офіційним візитом відвідав Україну та побував у Дніпопетровській області. Зокрема, він побував у гуртожитку профтехучилища, яке дало притулок українським громадянам, які залишили регіони бойових дій.
2 липня того ж року Павел заявив, що не бачить іншого завершення війни, як перемога України.

## Приватне життя
Володіє чеською, французькою, англійською, та російською мовами, має вчений ступінь інженера. Має двох синів від першої дружини Гани — Яна та Петра. Удруге одружений із Євою, полковником авіації.

## Нагороди
- У березні 2018 року нагороджений «Легіоном Заслуг» (США) «за відмінне керівництво комітетом»[48].